# Genomica

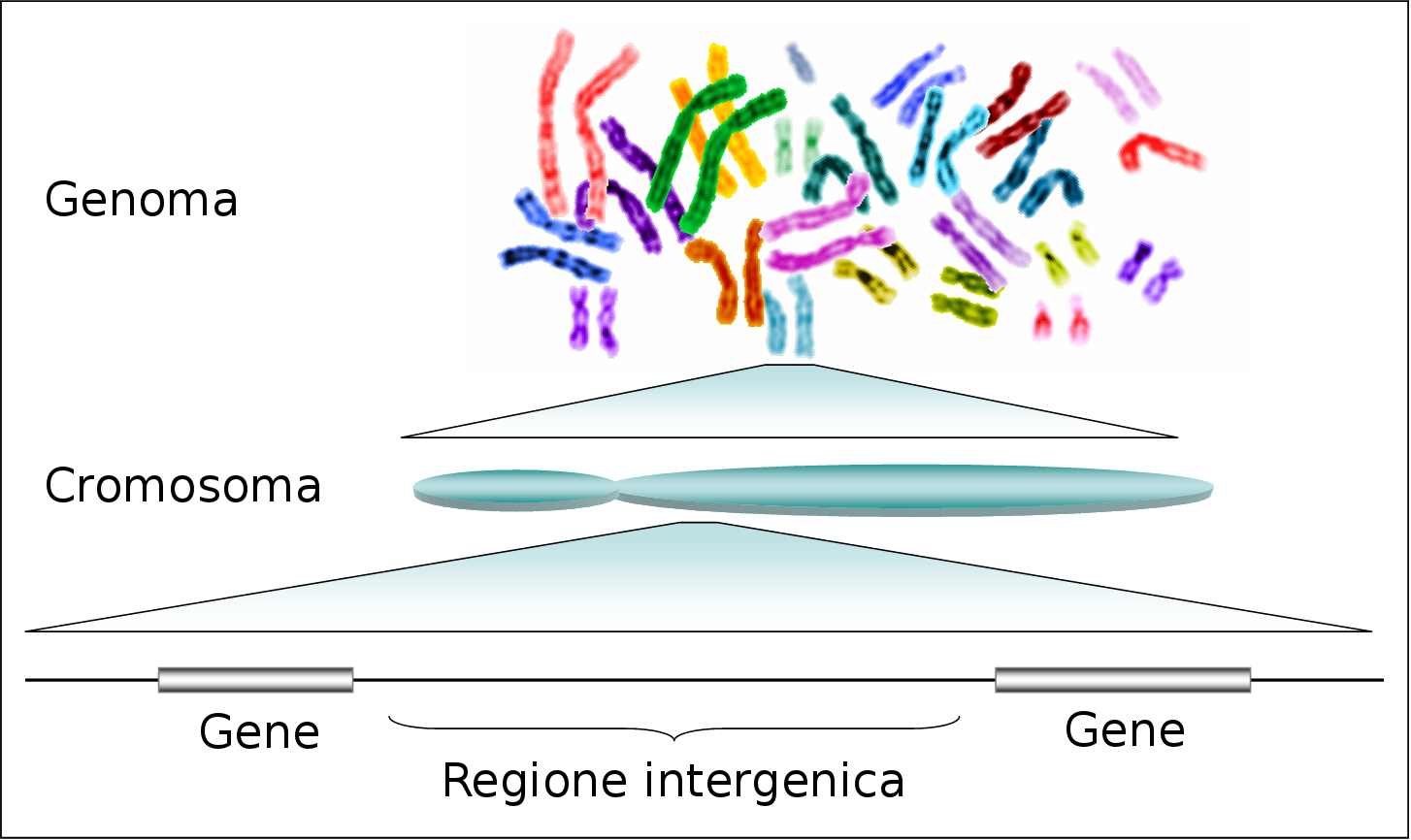
Dal gene al genoma: i successivi livelli di organizzazione dell'informazione genetica nel DNA di un organismo.

La genomica è una branca della biologia molecolare che si occupa dello studio del genoma degli organismi viventi. In particolare si occupa della struttura, contenuto, funzione ed evoluzione del genoma. È una scienza che si basa sulla bioinformatica per l'elaborazione e la visualizzazione dell'enorme quantità di dati che produce.

## Utilità e metodologie
Alla base della genomica sono i metodi della biologia molecolare, quali i metodi di clonaggio dei geni e di sequenziamento del DNA. Conoscere l'intero genoma degli organismi permette di assumere un approccio nuovo in silico alla ricerca biologica. Questo presenta molti vantaggi: un esempio è la maggior facilità del trasferimento delle conoscenze su un organismo ad un altro, tramite la ricerca di geni omologhi. Un altro vantaggio è chiaramente osservabile per esempio in campo biomedico: molte malattie sono complesse, determinate da molti geni, come i tumori, e la conoscenza dell'intero genoma permette di identificare con più facilità i geni coinvolti e osservare come questi interagiscono nel loro background genetico.
Grazie alle scoperte derivanti dal sequenziamento del genoma umano è nata una nuova branca definita genetica personalizzata e derivante dalle applicazioni delle conoscenze genetiche in medicina e nella pratica clinica. è ora infatti possibile eseguire degli studi predittivi sull'incidenza di una data patologia su un campione o su un individuo rispetto alla popolazione generale per definire il rischio di sviluppare quella patologia.

## Storia della genomica
La genomica nacque negli anni 80, quando furono prese le prime iniziative per il sequenziamento di interi genomi. Una data di nascita si può probabilmente far coincidere con il sequenziamento completo del primo genoma, nel 1980: si trattava del genoma di un virus, il fago Φ-X174. Il primo sequenziamento del genoma di un organismo vero e proprio fu completato nel 1995 e si trattava di 
un batterio, Haemophilus influenzae, con un genoma di notevoli dimensioni (1.83 milioni di paia di basi). Da allora i genomi "completati" aumentano esponenzialmente. La prima pianta il cui genoma è completamente noto nella sua sequenza è stata Arabidopsis thaliana.

## Il sequenziamento del genoma umano
Con grande rilievo fu data dalla stampa non specialistica la notizia del sequenziamento del genoma umano, nel 2001. Un progetto pubblico di sequenziamento nacque nel 1986 sotto il nome di progetto genoma umano. Nonostante le ingenti risorse usate nel progetto fornite da vari stati per il finanziamento pubblico (il finanziamento maggiore dagli statunitense, pari a tre miliardi di dollari), questo fu superato nel tempo dalla strategia innovativa di sequenziamento di un'azienda privata, la Celera Genomics. Celera Genomics riuscì a completare nel 2000 il sequenziamento del genoma umano in una frazione del tempo e dei costi rispetto al progetto pubblico (300 milioni di dollari), facendo scoppiare grandi polemiche e cambiando radicalmente l'approccio seguito dai progetti pubblici dedicati al sequenziamento del genoma umano. La sequenza fu pubblicata nel 2001 in un articolo su Nature, che combinava i risultati di entrambi i progetti, pubblico e privato; si trattava di una bozza pari al 90% della sequenza e ancora con notevoli probabilità di errori. Una sequenza accurata al 99,99% e pari al 99% del genoma umano è stata pubblicata nel 2003.

## Obiettivi della genomica
Tra gli obiettivi che si pone la genomica vi è dunque l'allestimento di complete mappe genetiche e fisiche del DNA degli organismi viventi, proseguendo con il suo completo sequenziamento. La sequenza del DNA viene poi annotata, ovvero vengono identificati e segnalati tutti i geni e le altre porzioni di sequenza significative, insieme a tutte le informazioni conosciute su tali geni. In questo modo è possibile ritrovare in maniera organizzata ed efficace le informazioni in appositi database, normalmente accessibili via Internet gratuitamente. Grazie al sequenziamento di diversi genomi è nata la genomica comparativa, che si occupa del confronto tra i genomi di diversi organismi, nella loro organizzazione e sequenza.